# Escena (escuela de arte)
Escena es una escuela de animación y arte digital en México fundada en 2010. Según la información ofrecida en su sitio web oficial, se especializa en «animación 2D y 3D, concept art, ilustración, cómic y guionismo».  Permite estudiar tanto en línea como en campus, y ofrece licenciaturas en Animación digital y en Ilustración y Concept Art.
También posee su propio estudio de animación, llamado Escena Animation Studio (EAS), el cual, según su sitio web, realiza cortometrajes sin fines de lucro, cuyo desarrollo es hecho por profesores y alumnos de la escuela.
En 2019, se mostró un videojuego hecho por sus alumnos en una presentación llevada a cabo en la Cineteca Nacional.
El evento anual de The Rookies en 2023 colocó a Escena en el 4to lugar mundial entre las mejores escuelas creativas en el ámbito de animación 2D, por debajo del Animationsinstitut de la Academia de Cine de Baden-Württemberg (en Alemania), el Instituto de las Artes de California (en los Estados Unidos) y la Escuela de Imagen Gobelins (en Francia), y por encima de Bellecour École (en Francia).